# トッド・プレッチャー
トッド・プレッチャー （Todd A. Pletcher、1967年6月26日 - ）は、アメリカ合衆国の競走馬調教師。東海岸を拠点に活動し、エクリプス賞最優秀調教師を4度、全米最多獲得賞金調教師を3度獲得している。

## 経歴
1967年、テキサス州ダラスに生まれる。サラブレッドおよびクォーターホースの調教師を務めていた父ジェイクの元で、7歳の頃よりホットウォーカー（曳き馬手）として馬に関わる。中学から高校時代には、毎年夏休みにカリフォルニア州に赴き、デルマー競馬場のヘンリー・モレノの元でホットウォーカーを務めた。
1985年、アリゾナ大学に入学。競馬産業講座で学ぶ傍ら、イリノイ州のウェイン・ルーカス、カリフォルニア州のチャーリー・ウィッティンガムといった殿堂入り調教師の元で厩務員を務めた。また、在学中はピー・カッパ・アルファ・フラタニティと呼ばれる社交団体での活動も行っていた。
1989年5月に畜産学士として大学を卒業後、ウェイン・ルーカス厩舎でフォアマン（厩舎監督者）となった。1991年よりアシスタント・トレーナーとなる。ルーカスが持つ全米各地拠点のうち、主に東海岸での活動を補佐し、1995年までにサンダーガルチ、セレナズソングなどの育成を手掛けた。

### 調教師時代
1995年12月に調教師免許を取得。翌年2月、フロリダ州ガルフストリームパーク競馬場で初勝利を挙げた。1998年4月、ジャージーガールでエイコーンステークスを制し、G1競走に初優勝。同馬でほか2つのG1競走に優勝するなどし、この年ニューヨーク州の調教師で最多のステークス競走勝利を挙げる。
その後も数々のタイトルを獲得、2004年にはアシャドでブリーダーズカップ・ディスタフに優勝し、ブリーダーズカップ競走を初制覇した。さらにこの年、初の全米最多獲得賞金調教師を獲得すると共にエクリプス賞最優秀調教師も初受賞し、名実共にアメリカの有力調教師の一名となった。
2006年10月には、管理馬スキャットダディのシャンペンステークス優勝により、この年のステークス競走勝利数が93となり、師のルーカスが保持した全米最多ステークス競走勝利記録を、19年振りに更新した。その後シーズン終了までに100勝を達成。うち重賞競走は57、G1競走は自己最多となる17勝であった。
2007年には管理馬ラグズトゥリッチズが、牝馬として102年振りとなるベルモントステークス優勝の快挙を達成。同時に、開業12年目にして3歳クラシック競走に初優勝し、2010年にスーパーセイヴァーでケンタッキーダービー初優勝を飾った。

## 主な依頼騎手
主戦騎手はジョン・ヴェラスケス、クリストファー・デカルロの二人。また、有力馬に限りエドガー・プラード、ギャレット・ゴメスといったその他のトップジョッキーへの依頼も多い。

## 薬物陽性による管理停止歴
2004年8月、管理馬テイルズオブクローリーから、国際競馬委員会の禁止薬物クラス2に指定されている鎮痛剤メピバカインが検出され、アメリカ国内における45日間の管理停止および罰金3000ドルを科された。これに対し、プレッチャーは関与していないとして、異議を申し立てて控訴したが、1年余の審議の末に控訴は棄却された。

## 成績
- 通算2000勝以上（うちG1競走62勝。2008年終了時点）

### 受賞・タイトル
- エクリプス賞最優秀調教師4回（2004年、2005年、2006年、2007年）
- 全米最多獲得賞金調教師3回（2004年、 2005年、2006年）

### 主な管理馬
- Left Bank - 2002年度エクリプス賞最優秀古牡馬
- Ashado - 2004年度エクリプス賞最優秀3歳牝馬、2005年度同最優秀古牝馬（2004年ブリーダーズカップディスタフなど）
- Speightstown - 2004年度エクリプス賞最優秀スプリンター
- Flower Alley（2005年トラヴァーズステークスなど）
- Fleet Indian - 2006年度エクリプス賞最優秀古牝馬
- Wait a While - 2006年度エクリプス賞最優秀3歳牝馬（2006年アメリカンオークス,イエローリボンステークスなど）
- Lowyer Ron -2007年度エクリプス賞最優秀古牡馬
- English Channel - 2007年度エクリプス賞最優秀芝牡馬（2007年ブリーダーズカップターフなど）
- Rags to Ritches - 2007年度エクリプス賞最優秀3歳牝馬（2007年ベルモントステークス、ケンタッキーオークス,サンタアニタオークスなど）
- Any Given Saturday（2007年ハスケルインビテーショナルハンデキャップなど）
- Panty Raid（2007年アメリカンオークスインビテーショナルステークス, スピンスターステークスなど）
- Monba（2008年ブルーグラスステークスなど）
- Leah's Secret（2009年サンシャインミリオンズディスタフステークスなど）
- Uncle Mo - 2010年エクリプス賞最優秀2歳牡馬（2010年ブリーダーズカップ・ジュヴェナイルなど）
- Super Saver（2010年ケンタッキーダービーなど）
- Quality Road (2010年ドンハンデキャップ, メトロポリタンハンデキャップ, ウッドワードステークスなど）
- Shanghai Bobby - 2012年エクリプス賞最優秀2歳牡馬（2012年ブリーダーズカップ・ジュヴェナイル、シャンペンステークスなど）
- Palace Malice (2013年ベルモントステークス）
- Princess of Sylmar（2013年ケンタッキーオークス、CCAオークス、アラバマステークスなど）
- Rachel's Valentina（2015年スピナウェイステークス）
- Curalina（2015年エイコーンステークス、CCAオークス、2016年ラトロワンヌステークス）
- Always Dreaming（2017年ケンタッキーダービー、フロリダダービー）
- Tapwrit（2017年ベルモントステークス）
- Vino Rosso（2019年ブリーダーズカップ・クラシック、ゴールドカップアットサンタアニタステークス）
- Colonel Liam（2021年、2022年ペガサスワールドカップターフ）
- Malathaat（2021年ケンタッキーオークス、アッシュランドステークス、アラバマステークス、2022年パーソナルエンスンステークス、スピンスターステークス、ブリーダーズカップ・ディスタフ）
- Life Is Good（2021年ブリーダーズカップ・ダートマイル、2022年ペガサスワールドカップ、ホイットニーステークス）
- Forte（2022年ホープフルステークス、ブリーダーズフューチュリティステークス、ブリーダーズカップ・ジュヴェナイル、2023年フロリダダービー）